# Xã Black Loam, Quận LaMoure, Bắc Dakota
Xã Black Loam (tiếng Anh: Black Loam Township) là một xã thuộc quận LaMoure, tiểu bang Bắc Dakota, Hoa Kỳ. Năm 2010, dân số của xã này là 44 người.